# China Grove (Carolina do Norte)
China Grove é uma cidade  localizada no estado norte-americano de Carolina do Norte, no Condado de Rowan.

## Demografia
Segundo o censo norte-americano de 2000, a sua população era de 3616 habitantes. Em 2006, foi estimada uma população de 3722, um aumento de 106 (2.9%).

## Geografia
De acordo com o United States Census Bureau tem uma área de 5,1 quilômetros quadrados, dos quais 5,1 quilômetros quadrados cobertos por terra e 0,0 quilômetros quadrados cobertos por água. China Grove localiza-se a aproximadamente 246 metros acima do nível do mar.

## Localidades na vizinhança
O diagrama seguinte representa as localidades num raio de 16 quilômetros ao redor de China Grove.